# رونالد إم. هان
رونالد إم. هان (بالألمانية: Ronald M. Hahn)‏ هو مترجم وكاتب ألماني، ولد في 20 ديسمبر 1948 في فوبرتال في ألمانيا.

## وصلات خارجية
- رونالد إم. هان على موقع ميوزك برينز (الإنجليزية)